# فيف أندرسون
فيفيان أليكساندر أندرسون (بالإنجليزية: Viv Anderson)‏، من مواليد 29 يوليو 1956 في نوتنغهام في إنجلترا، لاعب كرة قدم إنجليزي سابق، ومدرب كرة قدم إنجليزي سابق.
بدأ مسيرته الكروية مع نادي نوتنغهام فوريست في عام 1974، ولعب معهم حتى عام 1984، وشارك معهم في 328 مباراة وسجل 15 هدف، وفي عام 1984 انتقل إلى نادي آرسنال، ولعب معهم حتى عام 1987، وشارك معهم في 120 مباراة وسجل 9 أهداف، وفي عام 1987 انتقل إلى نادي مانشستر يونايتد، ولعب معهم حتى عام 1990، وشارك معهم في 54 مباراة وسجل 3 أهداف، وفي عام 1990 انتقل إلى نادي شيفيلد وينزداي، ولعب معهم حتى عام 1993، وشارك معهم في 70 مباراة وسجل 8 أهداف، وفي موسم 1993/1994 لعب مع نادي بارنزلي، ولعب معهم 20 مباراة وسجل 3 أهداف، وفي موسم 1994/1995 لعب مع نادي ميدلزبره، وشارك معهم في مباراتين.
فاز بخمسة ألقاب كبرى بما في ذلك لقب الدوري الإنجليزي الممتاز 1977-1978، وكل من كأس أوروبا 1978-1979 وكأس أوروبا 1979-1980 مع فريق نوتنجهام فورست تحت قيادة المدرب براين كلوف.
ظهر أندرسون لأول مرة مع إنجلترا في نوفمبر 1978، في مباراة ودية ضد تشيكوسلوفاكي، ظهر أندرسون في 80 مباراة مع إنجلترا وشارك في كأس العالم 1982 وكأس العالم 1986. أصبح ثاني لاعب كرة قدم من أصل غير أبيض يمثل فريق إنجلترا للرجال بعد بول رياني الذي ظهر لأول مرة مع إنجلترا في عام 1968.
لعب أندرسون في مركز الظهير الأيمن وسرعان ما أظهر موهبته في الفوز بالكرة على الأرض وفي الهواء ودعم الهجوم. كان جزءًا من فريق نوتنجهام فورست الذي فاز بثلاثة ألقاب في كأس أوروبا في غضون أربع سنوات.
واعتزل كره القدم في عام 1993 وأصبح مدربًا.
و قد درب نادي بارنزلي في موسم 1993/1994، وهو حاليا مساعد مدرب منتخب تايلاند لكرة القدم.

## مسيرته الكروية
لعب فيف أندرسون خلال مسيرته الاحترافية مع 6 أندية في اثنين وعشرين موسمًا وسجل خلالها 37 هدفًا ضمن 594 مباراة. حيث فاز في موسمين بالكأس وفي موسم واحد بالدوري.
خاض فيف أندرسون مسيرته مع نادي نوتينغهام فورست في موسم 1974–75 ليلعب معه عشرة مواسم، مشاركًا في 328 مباراة سجل خلالها 15 هدفًا. ثم انتقل إلى نادي أرسنال في موسم 1984–85 واستمر معه طيلة ثلاثة مواسم، حيث شارك في 120 مباراة سجل خلالها 9 أهداف. لينتقل بعدها إلى نادي مانشستر يونايتد في موسم 1987–88 ليلعب معه أربعة مواسم، مشاركًا في 54 مباراة سجل خلالها هدفين. ثم انتقل إلى نادي شيفيلد وينزداي في موسم 1990–91 واستمر معه طيلة ثلاثة مواسم، مشاركًا في 70 مباراة سجل خلالها 8 أهداف. هذا وانتقل لاحقًا إلى نادي بارنسلي في موسم 1993–94 لمدة موسم واحد، مشاركًا في 20 مباراة سجل خلالها 3 أهداف. ثم انتقل بعدها إلى نادي ميدلزبره في موسم 1994–95 لمدة موسم واحد، مشاركًا في مباراتين ولم يسجل أي هدف.

## روابط خارجية
- فيف أندرسون على موقع الاتحاد الدولي (مؤرشف)  (الإنجليزية)
- فيف أندرسون على موقع الاتحاد الأوربي (الإنجليزية)
- فيف أندرسون على موقع قاعدة بيانات كرة القدم.إي يو (الإنجليزية)
- فيف أندرسون على موقع ناشيونال فوتبول تيمز (الإنجليزية)
- فيف أندرسون على موقع Soccerbase.com (لاعب) (الإنجليزية)
- فيف أندرسون على موقع عالم كرة القدم.نت (الإنجليزية)